# Sanctuaire Saint-Michel-Archange du mont Gargan
Pour les articles homonymes, voir Gargano (homonymie).
Le sanctuaire Saint-Michel-Archange (en italien : Santuario di San Michele Arcangelo), aussi appelé sanctuaire du mont Gargan ou simplement Monte Gargano en raison de sa situation sur le mont Gargan (plus souvent « Gargano » aujourd'hui), est un sanctuaire de l'Église catholique situé en Italie, dans la commune de Monte Sant'Angelo (province de Foggia, dans les Pouilles).
Il est le plus ancien sanctuaire en Europe de l'Ouest à être consacré à l'archange Michel et a été un important lieu de pèlerinage depuis le Moyen Âge. Le site historique et ses environs sont protégés par le parc national du Gargano et, depuis 2011, il est inscrit au patrimoine mondial de l'Unesco au sein du bien intitulé « Les Lombards en Italie. Lieux de pouvoir (568-774 après J.-C.) ».

## Histoire
La tradition catholique de l'apparition de l'archange au Gargano est décrite dans le Bréviaire romain du 8 mai, ainsi que dans la Légende dorée (Legenda Aurea), recueil de légendes chrétiennes compilées par Jacques de Voragine entre 1260 et 1275.
Selon cette tradition, vers l'an 490, l'archange Michel est apparu à plusieurs reprises à l'évêque de Sipontum près d'une grotte, demandant que la grotte soit consacrée au culte chrétien et promettant sa protection à la ville voisine de Sipontum contre les envahisseurs païens. Ce sont les premières apparitions de l'archange Michel en Europe occidentale. Le pape Gélase Ier (492-496) ordonne qu'une basilique soit érigée sur place.
La bataille de Sipontum le 8 mai 663 oppose les Lombards d'Italie aux envahisseurs arabes qui sont repoussés. Selon la légende, cette victoire chrétienne serait due à la spectaculaire intercession de saint Michel (voir l'article sur Saint-Michel-Gestel), apparaissant avec l'épée flamboyante au sommet de la montagne, au milieu d'une tempête à la veille de la bataille. En commémoration de cette victoire, l'église de Sipontum institua une fête le 8 mai. La basilique est d'ailleurs le lieu où repose le roi lombard Rothari mort en 652.
Le sens mémoriel du 8 mai fut modifié au XVIe siècle sous le pontificat de Pie V : ce n'est plus la victoire des Lombards chrétiens sur les Sarrasins musulmans qu'on commémore, mais l'apparition de l'Archange la veille (Apparitio Sanctis Michaelis), tandis que les vaincus sont censés être des « Grecs » (car l'Église catholique, en référence à la séparation des Églises d'Orient et d'Occident, qualifie rétrospectivement de « Grecs » les Romains d'Italie affiliés à l'Empire romain d'Orient).

## Architecture
L'ensemble de bâtiments comprend le baptistère de San Giovanni in Tumba, endommagé en 1942 lors de la campagne d'Italie (Seconde Guerre mondiale), et l'église Sainte-Marie-Majeure (it) (Santa Maria Maggiore). Le baptistère présente un étage rectangulaire sur lequel repose un octogone soutenant un haut tambour à section elliptique qui soutient la coupole. L'église érigée au XIe siècle par l'archevêque Leone se dresse sur le site d'une ancienne nécropole. Quelques vestiges témoignent de la richesse de son ancien décor de fresques.
Le complexe a été agrandi par les Normands avec l'ajout de la résidence épiscopale d'Orso, évêque de Bénévent, pour fournir un siège adapté à la grandeur du Montis Sancti Angeli. Elle a été par la suite modifiée par Frédéric II. L'imposant campanile octogonal a été construit à la fin du XIIIe siècle par Frédéric II en tant que tour de guet. Il a été transformé en clocher par Charles Ier d'Anjou.
Derrière un parvis, le sanctuaire présente un portique de deux arcs gothiques. Le droit réalisé en 1395 par l'architecte local Simone. Celui de gauche est une reconstruction de 1865. Du portique un escalier mène à la basse nef voûtée. La grotte est accessible à partir d'un portail roman, appelé le Portale del Toro (« Porte du Taureau »). Les portes, en bronze, ont été faites à Constantinople en 1076, et sont le don d'un noble d'Amalfi. Elles sont divisées en 24 panneaux dépeignant des récits des anges de l'Ancien et du Nouveau Testament.
L'ouverture primitive de la grotte sur la gauche, avec son puits sacré, est pleine d'ex-voto, en particulier la Cathèdre du XIIe siècle en marbre reposant sur des lions accroupis ou une statue de l'archange par Andrea Sansovino. Le baptistère San Giovanni in Tumba (it) a donné, par métonymie, la désignation « tumba » appliquée aux coupoles sur trompes.

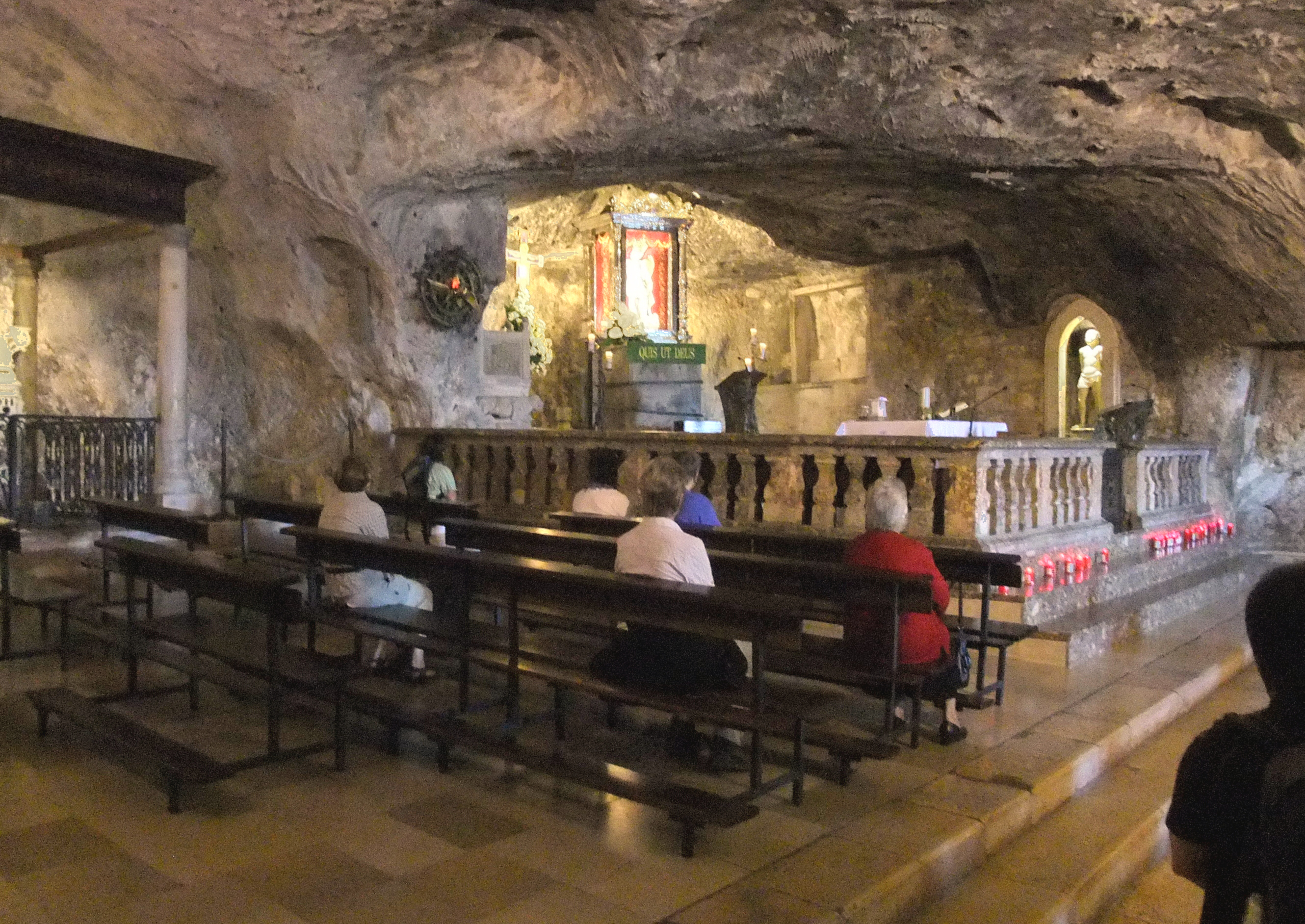
Intérieur de la basilique Saint-Michel-Archange à Monte Sant'Angelo.
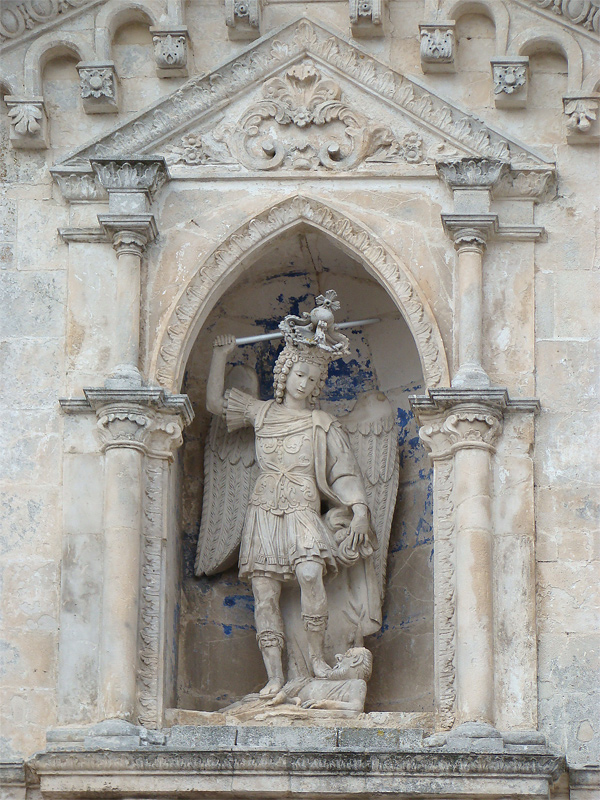
Statue de l'archange Michel au-dessus de l'entrée principale.
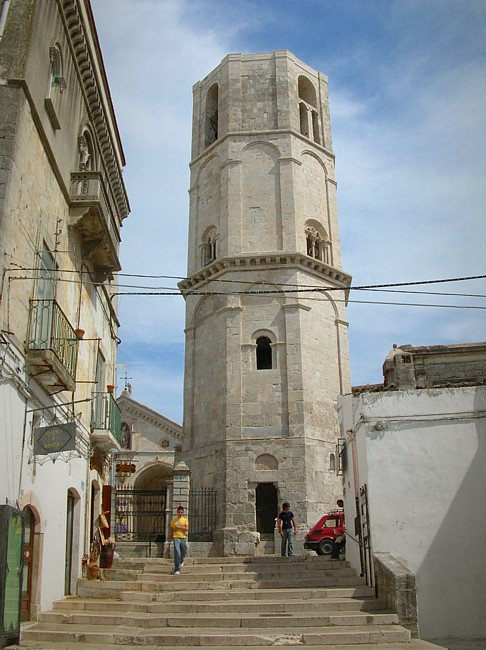
Campanile de la basilique